# Kevin Lasagna
Kevin Lasagna (* 10. August 1992 in San Benedetto Po) ist ein italienischer Fußballspieler. Der Stürmer steht bei Hellas Verona unter Vertrag und ist aktuell an Fatih Karagümrük SK ausgeliehen.

## Karriere

### Verein
Kevin Lasagna wurde in San Benedetto Po in der norditalienischen Region Lombardei geboren und begann beim lokalen Klub US Sambenedettina mit dem Fußballspielen. Mit 20 schloss er sich dem Viertligisten ASD Cerea 1912, an, für den er eine Saison lang spielte. Über die AC Este und den Zweitligisten FC Carpi, mit dem er in der Spielzeit 2014/15 unter Trainer Fabrizio Castori als Meister aufsteigen konnte, gelangte er schließlich zur Saison 2017/18 in die Serie A zu Udinese Calcio. In seiner vierten Saison bei Udinese schloss er sich in der Winterpause dem Seria A-Konkurrenten Hellas Verona an. Die Leihe lief bis zum 30. Juni 2022 und beinhaltet eine Kaufpflicht mit Bedingungen. Für die Saison 2023/24 wechselte Lasagna per Leihe in die Türkei zu Fatih Karagümrük SK.

### Nationalmannschaft
Am 9. Oktober 2018 nominierte Cheftrainer Roberto Mancini Lasagna als Ersatz für den verletzten Simone Zaza für das Nations-League-Spiel gegen Polen am 14. Oktober. Er wurde in der 81. Minute für Federico Bernardeschi eingewechselt und bereitete den Treffer von Cristiano Biraghi zum entscheidenden 1:0 vor. In der Folge gehörte Lasagna regelmäßig zum Kader der Squadra Azzurra und absolvierte bis November 2020 sechs weitere Partien. Seither wurde er nicht mehr berücksichtigt.